# Bárány János (evangélikus lelkész)
Szenicei Bárány János (Nagyvázsony, 1716. február 27. – Felpéc, 1758. január 15.) felpéci evangélikus lelkész, a Dunántúli evangélikus egyházkerület szuperintendense (azaz püspöke) 1756-tól haláláig. Bárány György evangélikus lelkész, esperes fia.

## Élete
Tolna vármegyei származású; 1737. téli félévére a jénai egyetemre iratkozott be. 1740-ben visszatérve hazájába, a felpéci evangélikus gyülekezet hívta meg lelkésznek, 1740. június 17-én Mohl Éliás püspök szentelte pappá . Később a dunántúli evangélikus egyházkerület szuperintendensévé választották. 1741. április 6-án házasodott, felesége Falaky Erzsébet. Összesen hét fiuk és három lányuk született. Bárány János 18 éven keresztül szolgált a felpécen, ő kezdte vezetni a keresztelési, halotti és esketési anyakönyveket, egyúttal a gyülekezet jövedelmeit is kezelte. 1756 tavaszán püspökké választották Dömölkön. 1756. szeptember 8-án kiadott egyház-látogatási utasítása kötelezővé tette a Dunántúl összes evangélikus gyülekezetében a konfirmációt.

## Művei
- Midőn nemz. Nagy György a Jenai orvos rendtől, a nemes doctor nevet érdemesen elnyerte volna… akarta hozzá mint jóakaró urához való kötelességét és szeretetét csekély énekében megmutatni. (Jena, 1740.) Költemény.
- Az Isten házában égő és világító világosság. Azaz: A tiszteletes… Sartorius (Szabó) János, győri evang. prédikátor, hideg tetemei fölött tartott halotti elmélkedés. (Hely nélkül, 1756.)

Lefordította apjával, Bárány Györggyel és Sartorius Jánossal közösen az Ótestámentumot, de 1890-ig kéziratban maradt; ugyanígy a Dissertationes theologicae is (Sopronii. 1753), mely az Országos Széchényi Könyvtár kézirattárába került.